# Яркинский
Яркинский (баш. Яркинский) — деревня в Инзерском сельсовете Архангельского района Республики Башкортостан России.
С 2005 современный статус.

## География
Находится на реке Белиш. Улица одна — Овражная.

## История
Возник в 1895 году, в 1896 году в нем был 1 двор. Поселок Яркинский относился к Улу-Телякской волости.
Название происходит от фамилии Яркинский 
Статус деревня, сельского населённого пункта, посёлок получил согласно Закону Республики Башкортостан от 20 июля 2005 года N 211-з «О внесении изменений в административно-территориальное устройство Республики Башкортостан в связи с образованием, объединением, упразднением и изменением статуса населенных пунктов, переносом административных центров», ст.1:

6. Изменить статус следующих населенных пунктов, установив тип поселения — деревня:

3) в Архангельском районе:…

п) поселка Яркинский Михайловского сельсовета
С 2008 года, после упразднения Михайловского сельсовета, Яркинский включен в состав Инзерского сельсовета (Закон Республики Башкортостан от 19 ноября 2008 года № 49-з «Об изменениях в административно-территориальном устройстве Республики Башкортостан в связи с объединением отдельных сельсоветов и передачей населённых пунктов», ст.1 п.3 б)) 

## Население
| 1920 | 2006 | 2010 |
| ---- | ---- | ---- |
| 134  | ↘1   | ↘0   |

Национальный состав
Согласно переписи 2002 года, преобладающая национальность — русские (100 %).